# 남원 죽산박씨종가
남원 죽산박씨종가(南原 竹山朴氏宗家)는 대한민국 전북특별자치도 남원시에 있는 건축물이다. 2000년 6월 23일 전라북도의 유형문화재 제180호로 지정되었다.

## 개요
홈실마을은 죽산 박씨 종가 등 오래된 집이 산의 형세에 따라 자연스럽게 배치되어 있으며, 죽산 박씨가 모여 사는 마을이다. 근래에 와서 몇 채의 집들이 새로 짓거나 고쳐서 마을 분위기를 해치고 있으나 전라북도 내에서 전통마을의 옛 모습을 유지하고 있는 대표적인 마을이다.
죽산 박씨 종가의 안채가 지어진 것은 1841년이며, 사랑채는 18세기 말로 추정된다. 종가는 안채 1동, 행랑채 1동으로 되어 있으며, 박형기 씨가 가지고 있는 집은 사랑채 1동과 ㄱ자형의 안채 1동으로 이루어져 있다.
가옥의 역사와 공간구성, 구조 등을 종합해 볼 때 많은 가치를 지닌 곳이다.

## 같이 보기
- 죽산 박씨

## 참고 자료
- 남원죽산박씨종가 - 국가유산청 국가유산포털